# 状況開始っ!
『状況開始っ!』（じょうきょうかいしっ!）は、2005年12月16日工画堂スタジオのきつねさんちーむの初作品として発売された軍事学園AVGゲーム。本作の発売前にファンディスク「鎚浦予科練入学願書　状況開始っ! 〜Prelude Book & Disc〜」が発売されている。また、富士見書房『月刊ドラゴンエイジ』2006年2月号で読切の漫画版（56P 作画：的良みらん）が掲載された（『おまもりひまり』単行本5巻に収録）。
2008年4月11日には、本作・ファンディスク・読切漫画を含めた『状況開始っ！普及版』が発売された。

## 登場人物
各キャラクターの名前は、著名な日本刀の刀工から採られている。

### メインキャラクター
岡崎正宗（おかざき まさむね）
主人公。普通科2年次。石堂によってクラスの連絡委員に任命される。ぐうたらな性格であるが、徒歩行軍訓練の際に地図を見て一目で鉄砲水の危険性を認めるなど、それなりに優秀な人物である。
長船真織（おさふね まおり）
声：中原麻衣
衛生科2年次。衛生科の連絡委員。正宗、藤志朗と幼馴染である。面倒見の良い性格で、鎚浦予科練内では人気が高い一方、若干抜けているところもある。
月山香耶（つきやま かぐや）
声：福圓美里
機甲科3年次。多脚戦闘車両操縦過程選抜。連絡委員の議長を受け持っている。小学生ほどの身長(145cm )しかなく、背丈を馬鹿にされると怒る。色恋沙汰には鈍い。
かなり厳格な性格だが、通常の学園で言うところの文化祭打ち上げの際には飲酒を黙認するどころか本人も飲むなど、柔軟な一面もある。
千手院奈津姫（せんじゅいん なつき）
声：伊藤静
情報科2年次。鎚浦予科練内で悪名高い情報科の秀才。軍閥の令嬢でもある。自分に構う真織を疎ましく思っている。
長曽祢鈴莉（ながそね すずり）
声：宮崎羽衣
普通科1年次。正宗の後輩。周りが見えなくなりやすい性格で、勢いに乗るあまり自力で降下できないところまで上がる場面もある。また、公式4コマでも「おバカ小型暴走機関車」呼ばわりされている。
一文字京（いちもんじ みやこ）
声：笹島かほる
機甲科主任教官兼多脚戦闘車両教官。美貌とは裏腹に大食いであり、香耶の背丈が伸びないのは、（京から見て）食が細いためであるという考えから、大量の食事を与えており、劇中では香耶・正宗・藤志郎の三人がかりでようやく完食出来るほどの量だった。
友成楓（ともなり かえで）
声：伊月ゆい
PXの店員で二児の母の未亡人。おっとりとした性格だが時には天然ボケともとれるほど。ただし我を通す強さも持ち合わせている。
彼女を攻略した場合、正宗が教官として母校に戻る結末を迎える。

### サブキャラクター
吉光藤志朗（よしみつ とうしろう）
声：近藤孝行
正宗の長年の悪友で、正宗に巻き込まれる形でクラスの連絡委員補佐に任命される。座学の成績は悪い。
青江妙子（あおえ たえこ）
声：木内レイコ
機甲科3年次。連絡委員議長補佐を受け持つ。香耶の親友で、お互い気心の知れた仲。多少大雑把な性格で、座学の成績は悪いらしい。
町田吉平（まちだ よしひら）
声：中國卓郎
情報科3年次。連絡委員の副議長。写真部所属。陰険、陰湿な性格で、井上曰く「（町田の人柄は）まさに情報科そのもの」。
井上真（いのうえ まこと）
声：鈴木貴征
普通科3年次。正宗が配属された35分隊の分隊長。新聞部所属で、いつもメモを取る癖がある。
長谷部邦佳（はせべ くにか）
声：笠原あきら
衛生科1年次。鈴莉の親友で、「邦ちゃん」と愛称で呼ばれる。日々暴走気味な鈴莉に付き合っている苦労人。
板倉（いたくら）
普通科1年次。正宗の後輩。
友成由樹（ともなり ゆき）
声：小林恵美
友成由実（ともなり ゆみ）
声：神崎ちろ
舞草少尉（まいくさ）
15式多脚戦闘車両の搭乗員。第一機甲師団特殊機甲中隊所属。百合の気がある。
石堂教官（せきどう）
正宗、藤志朗のクラスを担当している鬼教官。
当麻のおばちゃん（とうま）
フルネームは当麻浅子。教員用PXの責任者。千手院や友成楓に関係している凄い人。
古鴉翔生（こがらす しょうせい）

### 登場装備
九九式主力戦車
国防陸軍の主力戦車。槌浦予科練には5輌が配備されている。
120mm滑腔砲を装備しており、APFSDS弾、HEAT弾の存在が確認されている。
エンジンはV10ディーゼルエンジンで、高い整備性と1500馬力を超える出力が特徴。
陸上自衛隊90式戦車に酷似している。
一〇式多脚戦闘車両
眞州にしかない対戦車装甲車。合州国との戦車保有数の条約に関係し、装甲車に分類されている。
主砲に固定式88mm80口径滑腔砲を採用し、その性能は直角侵徹体穿孔力は均質圧延鋼換算で800mm。
訓練用弱装弾の存在が確認されている。
車体重量は30t以下で最高出力は735.5Kw。最高速度は132km/h。
1kmちょっとから撃たれても回避できる運動性能を誇る。
『横に滑る様な動き』や急制動・急旋回などの機動を見せた。
単座で、小柄な女性しか乗れない。
価格は「ゼロが10個つく」らしいが正確な価格は不明。
一五式多脚戦闘車両
最新型の多脚戦闘車両。
主砲は電磁追加速と呼ばれる装置を搭載しており、砲弾を加速させることができ、弱装弾でも一〇式の前足を大破させる威力になる。模擬戦闘の際、訓練用の弱装弾で一〇式を大破させた。
機関銃も搭載しているようで、模擬戦闘の際に一〇式のセンサーに目潰しを掛けた。
大破した一〇式に変わり、槌浦予科練に最終試作型が搬入され香耶の乗機となる。
軽装甲機動車
岡崎達が演習で遭難した際、香耶が救出に用いた装備。
陸上自衛隊の軽装甲機動車に酷似したデザインである。
小銃
陸上自衛隊の89式小銃に酷似している小銃。
固定銃床の物と折り曲げ銃床の物があるようだ。
アイコンに被筒部と弾倉が青く着色された折り曲げ銃床の物が使われている。

## 主題歌
オープニングテーマ：『風〜スタートライン』
歌：CooRie / 作詞・作曲：rino / 編曲：菊地創
エンディングテーマ：『月明かりセレナード』
歌：CooRie / 作詞・作曲：rino / 編曲：大久保薫

## スタッフ
- キャラクターデザイン：畳[2]
- メカデザイン：村田護郎
- シナリオ：坂本正吾

## 自衛隊との関係
- 陸上自衛隊を模倣したものだと挙げられることがあったが、防衛省も陸上自衛隊も苦情は出していないところからして多分に問題がない事が察せられる。ただし職種もほとんど自衛隊に存在するもので迷彩服等装具の類似点などから、まったく関係ないわけではないといえる。
- 「状況開始」という言葉自体が戦闘訓練等に用いられる用語。「訓練状況開始」の略であって実戦では使われない。